# Gare de Tullins-Fures
La gare de Tullins-Fures est une gare ferroviaire française située sur le territoire de la commune de Tullins, à proximité du quartier de Fures, dans le département de l'Isère, en région Auvergne-Rhône-Alpes.

## Situation ferroviaire
La gare est située au point kilométrique (PK) 71,790 de la ligne de Valence à Moirans. Son altitude est de 201 m.

## Histoire
L'ouverture de la ligne de Valence à Moirans, par la Compagnie des chemins de fer de Paris à Lyon et à la Méditerranée (PLM) a lieu le 9 mai 1864.
Une mise en service de l'horaire cadencé sur la ligne Valence - Grenoble - Chambéry - Annecy est mise en place le 9 décembre 2007
La ligne qui dessert cette gare est passée en voie double le 6 septembre 2009, soit entre les gares de Moirans et de Saint-Marcellin, avec circulation à double sens.

## Service des voyageurs

### Accueil
En 2019, le bâtiment d'accueil de la gare de Tullins-Fures est fermé aux voyageurs. Des distributeurs automatiques, à la disposition des voyageurs, sont situés à proximité du bâtiment.

### Desserte
Elle est desservie par les trains TER Auvergne-Rhône-Alpes, sur la relation de Valence-Ville à Grenoble.